# Гюнтер (архиепископ Кёльна)
Гюнтер или Гюнтар (нем. Gunthar von Köln; умер 8 июля 873) — церковный деятель IX века, архиепископ Кёльна (850—863).

## Биография
Родился в семье родоначальника династии Герульфингов Герульфа Старшего, графа Вестерго (Средней Фризии) (810—833/834 или 850-е). В исторических источниках упоминается как дядя по матери святого Радбода Утрехтского. Среди его многочисленных братьев и сестёр были:
- Герхард (умер в 855 или 859) — граф Вестерго
- Хильдуин (умер после 866) — епископ Камбре (864). Один из самых влиятельных людей своего времени.
- Вальдрада (умерла после 869) — конкубина короля Лотарингии Лотаря II.

В «Лоршских анналах» Гюнтер упоминается как жадный, разбазаривающий имущество церкви епископ, любящий пышность. Аббат-хронист Регино Прюмский называл его безрассудным. При этом кёльнское священство после его смерти скорбело о нём, как о хорошем пастыре и набожном учителе. Гюнтеру приписывают строительство собора Хильдеболда, предшественника сегодняшнего Кёльнского собора.
22 апреля или 8 мая 850 года он стал архиепископом Кёльна.
По настояниям короля Лотарингии Лотаря II заставил ни в чём не повинную королеву Теутбергу сознаться в измене своему мужу и объявил на синоде в Аахене о расторжении этого брака. В благодарность за это Лотарь пожаловал его брату Хильдуин епископство Камбре.
Однако в это время в защиту Теутберги выступил папа римский Николай I, желавший оказанием давления на короля Лотаря II доказать усиление роли Святого Престола не только в церковных, но и в светских делах Европы. Папа признал незаконным все решения, принятые Ахенскими соборами 860—862 годов, и потребовал проведения нового синода, на котором председательствовали бы его легаты. Этот собор состоялся в середине июня 863 года в Меце. На нём архиепископ Гюнтер был низложен. Однако, несмотря на это, он продолжал управлять своей епархией, так как и народ и духовенство остались ему верны. Только потеряв в 869 году поддержку Лотаря, Гюнтер вынужден был подчиниться решению папы.
Умер в 873 году.